# Jørundur Skógdrívsson
Jørundur Skógdrívsson eller Jørund Skogdrivsson var fra 1479 til 1524 lagmand på Færøerne. 